# Nissan Magnite
Nissan Magnite (изначально должен был именоваться Datsun Magnite) — бюджетный субкомпактный кроссовер компании Nissan, производимый с 2020 года. Самый маленький кроссовер в модельном ряду компании. Построен на платформе CMF-A+, на ней же построен Renault Triber. Производится в Индии, в городе Ченнаи для рынков Индии и Индонезии.
Название является комбинацией слов «magnetic» и «ignite».
Изначально должен был производиться под маркой Datsun, однако планы Nissan прекратить производство автомобилей под данной маркой этому помешали.
Кроссовер впервые был представлен 21 октября 2020 года, а 30 октября уже стартовало серийное производство. 2 декабря стартовали продажи в Индии, а 21 декабря — в Индонезии. Ходят слухи о возможном начале продажи в России, но дальше выдачи патента на модель Роспатентом дело не пошло (хотя ещё до выхода модели планировалось производить её для России под маркой Datsun).

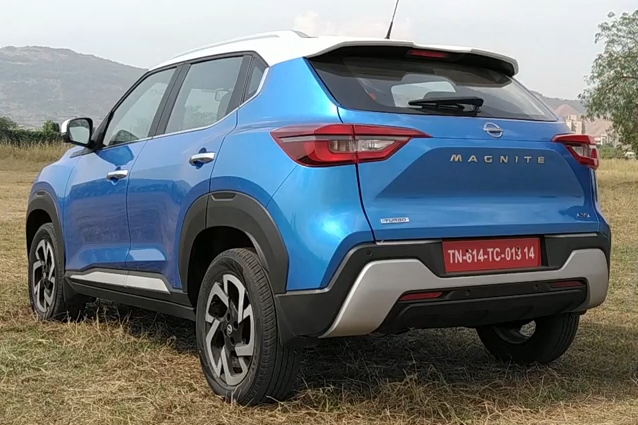
Вид сзади
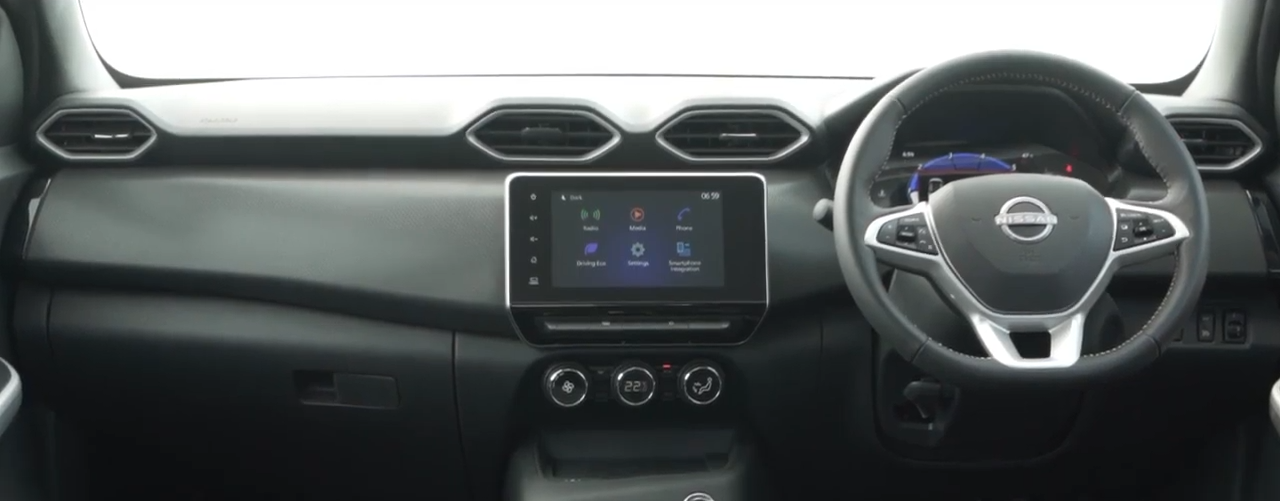
Интерьер

## Безопасность
| Рейтинг ASEAN NCAP   |                                                                          |
| Общий рейтинг        | 4 из 5 звёзд · 4 из 5 звёзд · 4 из 5 звёзд · 4 из 5 звёзд · 4 из 5 звёзд |
| Взрослый пассажир    | 28.09/36.00                                                              |
| Ребёнок              | 31.96/49.00                                                              |
| Системы безопасности | 11.00/18.00                                                              |